# Moravská bagdeta
Moravská bagdeta je plemeno holuba domácího, vyšlechtěné na českém území. Je to silný užitkový holub se schopností polaření, vhodný k extenzivnímu chovu. Plemeno je poměrně mladé, bylo uznané v roce 1967.
Moravská badgeta má původ v bagdetách francouzských a štajnhajmských. Je to holub statné, silné a poněkud vzpřímené postavy, hruď je široká, vyklenutá a dobře zmasilá. Hmotnost dospělého ptáka se pohybuje kolem 500 g. Zobák je dlouhý, silný a spolu s protáhlou hlavou tvoří plynulý oblouk. Čelo je mírně zvýšené a hlava je zdobená špičatou chocholkou. Oční duhovka má oranžově červenou barvu, u bílých ptáků je oko vikvové. Obočnice je dobře vyvinutá, dvoukroužková a červená. Krk moravské badgety je silný a poměrně dlouhý, křídla jsou dlouhá, dobře přitisknutá k tělu, jejich letky se nad ocasem nekříží. Linie zad a ocasu probíhá v úhlu asi 45°, ocas je dlouhý a úzce složený. Nohy jsou středně vysoké, s neopeřenými běháky.
Opeření moravské badgety je pevné a přiléhající, nejrozšířenější a neprošlechtěnější je barevný ráz bílý. Barva však u tohoto plemena není důležitým znakem. Je to chovatelsky nenáročné plemeno.